# Qeqertarsuup tunua
Qeqertarsuup tunua of de Diskobaai (Deens: Diskobugten) is een baai aan de westkust van Groenland. De baai wordt aan de oost- en zuidkant begrensd door het vasteland van Groenland en aan de noordwestzijde door het eiland Qeqertarsuaq. Aan de westzijde staat de baai in open verbinding met Straat Davis.
In de baai komen meerdere gletsjers uit die gevoed worden door de Groenlandse ijskap, de grootste hiervan is de Sermeq Kujalleq. Deze gletsjers produceren een groot aantal ijsbergen, die vanwege de noordelijke stroming hoofdzakelijk door het Vaigat tussen het eiland Qeqertarsuaq en het vasteland richting de Baffinbaai getransporteerd worden.

## Geschiedenis
De eerste mensen vestigden zich rond de baai circa 2500 voor Christus, deze vroegste bewoners worden door archeologen tot de Saqqaqcultuur gerekend. Rond 800 v. Chr. werd deze cultuur gevolgd door de Vroege Dorsetcultuur, die tot ongeveer het begin van de jaartelling in stand bleef. Daarna was het gebied rond de baai waarschijnlijk meer dan 700 jaar onbewoond totdat de Late Dorsetcultuur optrad. Deze cultuur werd vanaf 1100 geleidelijk aan vervangen door de huidige Inuit van de Thulecultuur.
Qeqertarsuup Tunua is rijk aan vis en andere dieren die als voedsel kunnen dienen, wat er toe leidde dat het gebied waarschijnlijk al relatief dichtbevolkt was in de vroege geschiedenis. Dat er toch hiaten zitten tussen de verschillende culturen wordt toegeschreven aan klimaatverandering en overexploitatie van de natuurlijke hulpbronnen. Uit archeologische vondsten blijkt dat de Noorse kolonisten uit de Westelijke en de Oostelijke Nederzetting waarschijnlijk wel contact hadden met de bewoners van het gebied rond de baai, maar daar zijn geen geschreven bronnen van overgeleverd. In de 18e eeuw vestigde het Deense koloniale bestuur zich rond Qeqertarsuup Tunua, waarbij ze in 1741 de handelspost Jakobshavn oprichtten.